# Волчин
Волчин (пољ. Wołczyn) град је у Пољској у Војводству опољском. По подацима из 2012. године број становника у месту је био 6068.
.

## Становништво
| 2012. |
| ----- |
| 6.068 |

## Партнерски градови
- Хаслох